# Alberto Ulloa Sotomayor
Alberto Ulloa Sotomayor (Lima, 20 de diciembre de 1892 - ibídem, 27 de febrero de 1975), fue un jurista y diplomático peruano. Se especializó en Derecho Internacional, del que escribió un tratado, considerado uno de los mejores de su tiempo en el mundo latinoamericano. Fue catedrático de la Universidad Nacional Mayor de San Marcos, ministro de Relaciones Exteriores del Perú en 1936, senador de la República entre 1945 y 1948, representante diplomático del Perú en diversas ocasiones y embajador en Chile de 1952 a 1954. En sus años de juventud incursionó en la poesía y prosa literaria, siendo uno de los integrantes del grupo Colónida. Hizo también importantes contribuciones para el estudio de la historia del derecho peruano y es autor de una biografía del presidente Nicolás de Piérola. Fue hijo del periodista Alberto Ulloa Cisneros y padre del destacado economista Manuel Ulloa Elías.

## Biografía
Hijo de Alberto Ulloa Cisneros y Octavia Sotomayor Vigil. Sus estudios primarios los hizo en la Escuela Albert Le Grand, de París, y los secundarios en el Colegio Sagrados Corazones Recoleta y en el Instituto de Lima. Ingresó luego a la Universidad de San Marcos donde cursó Letras, Derecho y Ciencias Políticas y Administrativas.
En el marco de las disputas políticas universitarias, tuvo un enfrentamiento con otro estudiante, nada menos que el célebre Abraham Valdelomar, debido a un escrito que publicó en el diario La Prensa, que Valdelomar consideró difamatorio. Tuvieron un duelo a espada pero sin mayores consecuencias (14 de mayo de 1913). Poco después ambos se reconciliaron y se hicieron amigos.    Ulloa integró el grupo Colónida, publicó unos versos en el libro antológico Las voces múltiples (1916) y prologó el célebre libro de cuentos de Valdelomar titulado El caballero Carmelo (1918).
En 1914 se bachilleró en derecho en mérito a su tesis «Lineamiento de una legislación rural». En 1919 se graduó de doctor en derecho gracias a su tesis «Organización social y legal del trabajo en el Perú»; se bachilleró en Ciencias Políticas y Administrativas, con su tesis «¿Conviene establecer una Dirección de Trabajo?, ¿cómo debería establecerse?», y se doctoró en Ciencias Políticas y Administrativas en mérito a su tesis «Las nuevas orientaciones de la facultad».
Recibido ya de abogado, siguió cursos de especialización en Derecho Internacional en La Haya y París. De regreso a Lima, dictó en San Marcos las cátedras de Derecho Marítimo (1920-1922), Derecho Internacional Público (1922-1949) e Historia Internacional y Diplomática del Perú (1935-1945).
En el campo diplomático, participó en las conferencias peruano-colombianas desarrolladas en Río de Janeiro entre 1933 y 1934, que resolvió el problema suscitado por Leticia.  Luego fue miembro de la Comisión Consultiva de la Cancillería, y desde el 13 de abril al 22 de octubre de 1936, ministro de Relaciones Exteriores. Eran los días del segundo gobierno del general Óscar R. Benavides.
Como delegado del Perú, asistió a las asambleas de la Liga de las Naciones desarrolladas entre 1937 y 1939; y a otras de carácter interamericano y panamericano.
Fue elegido senador por Lima y pasó a integrar el Congreso del Perú durante el gobierno de José Luis Bustamante y Rivero (1945-1948).
Encabezó la delegación peruana en las asambleas de las Naciones Unidas de 1946 a 1948.Ulloa fue Deputy Ambassador de Perú en la Naciones Unidas y miembro de UNSCOP (Comisión especial de las Naciones Unidas sobre Palestina, según su sigla en inglés). Y como delegado, asistió a las asambleas del mismo organismo desarrolladas de 1958 a 1961 (presidiendo la delegación en 1959) y en 1963.
Fue embajador en Chile de 1952 a 1954. Fue el primer director de la Academia Diplomática del Perú,  cuya ceremonia de inauguración se llevó a cabo en el auditorio de la Biblioteca Nacional, el 4 de noviembre de 1955.
En el plano académico fue el primer presidente de la Sociedad Peruana de Derecho Internacional (1941-1958) y como tal inició la publicación de la Revista Peruana de Derecho Internacional. Fue también miembro de la Sociedad Geográfica de Lima (desde 1936); de la Academia Peruana de la Lengua (desde 1959); de la Academia Nacional de la Historia (desde 1965); y de la Academia Peruana de Derecho (de la que fue su primer presidente en 1967).
En el campo de la abogacía, trabajó en el Estudio Olaechea, entre 1914 y 1929. Luego formó su propio estudio. Fue también fundador de la Federación Interamericana de Abogados (1945).
Falleció en Lima a la edad de 82 años.

## Publicaciones
- Derecho Internacional Público (2 volúmenes, 1926 y 1929, reeditada en 1938, 1945 y 1957), tratado. Premio al «mejor libro jurídico del año» otorgado por la Federación Interamericana de Abogados (1958)  y Premio Nacional de Fomento a la Cultura Francisco García Calderón (1959).
- A la vera del camino (1916), prosa literaria.
- La organización social y legal del trabajo en el Perú (1916), estudio sobre la evolución social y legal del trabajo en su país.
- La doctrina Monroe (1923)
- Wilson y el wilsonianismo (1924)
- El fallo arbitral del presidente de los Estados Unidos de América en la cuestión de Tacna y Arica (1925)
- La Liga de las Naciones y los grandes problemas de la política universal (1928)
- Estudio sobre don José Antonio Barrenechea (1929)
- Congresos americanos de Lima (2 volúmenes, 1938)
- Informes del asesor técnico jurídico del Ministerio de Relaciones Exteriores (1940)
- Posición internacional del Perú (1941)
- Perú y Ecuador (1942)
- Don Nicolás de Piérola; una época en la historia del Perú (1951, 1981), biografía.

## Tratado de Derecho Internacional Público
Es sin duda su obra más importante, y a la vez una de las mejores contribuciones en ese campo aparecidas en Latinoamérica, al reunir, metódica y minuciosamente, los aspectos doctrinarios, técnicos, históricos y prácticos de la ciencia del Derecho Internacional. En su cuarta edición (Madrid, 1957), muy ampliada y corregida, se desarrolla el siguiente esquema:
- Una introducción sobre el carácter y extensión del derecho internacional público.
- Una segunda parte sobre su objetivo (los Estados, el hombre).
- Una tercera parte sobre los bienes internacionales (dominio terrestre, marítimo, fluvial y aéreo).
- Una cuarta parte sobre las relaciones pacíficas entre los Estados.
- Una quinta sobre la asociación internacional.
- Una parte final sobre las relaciones hostiles entre los Estados.

Al hacer alusiones a personajes y hechos peruanos, la obra también es una fuente utilísima para el estudio de la historia del derecho en el Perú.

### Libros y publicaciones
- Basadre, Jorge (2005). Historia de la República del Perú Breves notas relacionadas con la educación, la ciencia y la cultura entre 1895-1933. 17 (9.ª edición). Lima: Empresa Editora El Comercio S. A. ISBN 9972-205-79-7.
- Sobrevilla, David (1982). «Las ideas en el Perú contemporáneo». Historia del Perú. Procesos e Instituciones (4.º edición) (Lima: Editorial Mejía Baca) 11. ISBN 84-499-1616-X.
- Sánchez, Luis Alberto (1987). Valdelomar o la Belle Époque (3.º edición) (Lima: INPROPESA).

### En línea
- Alejandro Deustua. «El estadista Alberto Ulloa Sotomayor». p. 49-123. Archivado desde el original el 17 de septiembre de 2021. Consultado el 6 de enero de 2020.

- Datos: Q5604118